# Шлайфе
Шлайфе (нем. Schleife, в.-луж. Slepo) — община в Германии, в земле Саксония. Подчиняется административному округу Дрезден. Входит в состав района Гёрлиц. Подчиняется управлению Шлайфе. Население составляет 2697 человек (на 31 декабря 2010 года). Занимает площадь 41,87 км².
Община подразделяется на 3 сельских округа.
Официальным языком в населённом пункте, помимо немецкого, является лужицкий.

## Известные жители и уроженцы
- Лоренц, Кито (род. 1938) — лужицкий писатель, эссеист, переводчик, сказочник и баснописец.